# Asia Argento
Asia Argento, eredeti nevén Aria Maria Vittoria Rossa Argento (Róma, 1975. szeptember 20. –) olasz színésznő, énekesnő, modell és rendező. Legismertebb filmje az XXX, melyben Vin Diesel oldalán játszott.

## Élete és pályafutása
Apja Dario Argento olasz filmrendező, tőle kapta első komolyabb filmes szerepét a Trauma című thrillerben.

## Filmjei

### Színészként
- Démonok 2. (1986)
- Démonok temploma (1989)
- Trauma (1993)
- Margó királyné (1994)
- A Stendhal szindróma (1996)
- Kék égbolt (1996)
- Az én útitársnőm (1996)
- Viola csókja (1998)
- Vad szépség (1998)
- Nyomorultak (2000)
- Vörös szirén (2002)
- XXX (2002)
- A szív csalfa vágyai (2004) (filmrendező és forgatókönyvíró is)
- Fogvatartva (2004)
- Az utolsó napok (2005)
- Holtak földje (2005)
- Amatőr bérgyilkos (2007)
- Az utolsó úrnő (2007)
- Könnyek anyja (2007)
- A háborúról (2008)
- Lovak (2011)
- Ne zavarjanak! (2012)
- Mafiosa - a család (2014)

### Filmrendezőként
- Lány macskával (2014) (forgatókönyvíró is)
- Anthony Bourdain: Nem séfnek való vidék (2018)